# Friedrich Wilhelm von Kyaw (Generalleutnant, 1654)

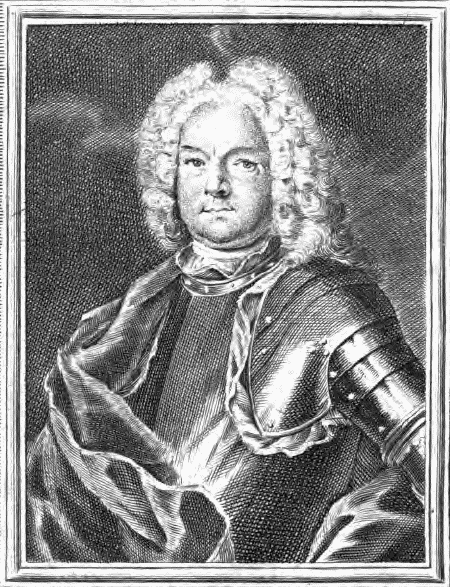
Friedrich Wilhelm von Kyaw

Friedrich Wilhelm Freiherr von Kyaw, auch Friedrich Wilhelm von Kyau (* 6. Mai 1654 in Strahwalde bei Löbau; † 19. Januar 1733 auf der Festung Königstein) war ein brandenburgischer und sächsischer Generalleutnant, Kommandant der Festung Königstein und Satiriker.

## Herkunft
Kyaw stammt aus dem Strahwalder Zweig der Familie von Kyaw. Seine Eltern waren Heinrich Adolf von Kyaw (* Juni 1615; † 25. November 1677) und dessen erster Ehefrau Elisabeth Dorothea von Rohr aus dem Haus Elsterwerda. Der Generalmajor Joachim Bernhard von Kyaw († 1731) war sein Bruder.

## Leben
Mit 16 Jahren trat er als Musketier in kurbrandenburgische Dienste. Er kämpfte von 1672 bis 1679 in mehreren Feldzügen. 1674 war er bei der Eroberung von Schloss Weselsheim und am Rhein. 1675 zog er gegen die Schweden in Fehrbellin, 1676 bei der Belagerung von Anklam und 1677 bei der Belagerung von Stettin sowie anschließend 1678 auf Rügen und in Preußen. Er wurde jedoch erst 1681 nach dem Krieg in den Rang eines Unteroffiziers befördert. 1684 wurde er in eine Garnison in Berlin versetzt, dort wurde er durch seinen Humor schnell bekannt. 1685 wurde er zum Fähnrich ernannt, da es ihm gelang wie Männer zu weben. 1686 und 1687 beteiligte er sich noch an Feldzügen nach Ungarn und nahm an Einnahme von Ofen teil. Er war 1689 bei der Belagerung von Bonn sowie 1690 und 1691 wieder in Brabant, wo er bei Fleurus und Leuze kämpfte.
1691 wechselte er aufgrund eines drohenden Duells in kursächsische Dienste und folgte dabei Feldmarschall Hans Adam von Schöning. Er kämpfte unter dessen Kommando 1691 bis 1693 am Rhein und 1695 bis 1696 in Ungarn. Nach dieser Zeit wurde er durch seinen Witz schnell am Hof Augusts des Starken bekannt und einer der Günstlinge des Kurfürsten. Durch diese Beziehung stieg Kyaw schnell auf, so wurde er 1697 Begleiter des Königs nach Polen, 1698 Oberstwachtmeister. Während des Nordischen Krieges  stand er im Jahr 1700 bei der Armee vor Riga. Bereits 1701 wurde er Major bei der Grenadiergarde zu Pferd, 1702 kam er dann als Oberstleutnant in das Dragoner-Regiment Brause und kämpfte mit dem Regiment im Gefecht bei Vinschow, wo ihm sein Pferd unter ihm erschossen wurde. Anschließend kam er als Generaladjutant zum König. Er begleitete den König bei dem Vorstoß gegen Warschau, wo Stanislaus knapp entkommen konnte. Er wurde 1704 Oberst der Leibwache, 1705 begleitete er den König nach Grodnow und kämpfte 1706 bei Kalisch. Anschließend wurde er Brigadekommandeur bei der Garde du Corps, begleitete den König nach Krakau und wurde Kommandeur der sächsischen Truppen in der Stadt. 1707 kehrte er mit der Truppe nach Sachsen zurück und wurde in Chemnitz einquartiert. 1708 begleitete er nochmals den König nach und in Polen. Im Jahr 1713 wurde er zum Generalmajor befördert, 1714 Kommandant des Althann’schen Kürassierregiments. Bis 1715 nahm er so an verschiedenen Kriegen Seite an Seite mit August dem Starken teil.
1715 wurde er auch zum Kommandanten der Festung Königstein ernannt und entwickelte dabei eine rege Bautätigkeit. Am 3. Mai 1722 wurde er dort zum Generalleutnant ernannt. Im Jahr 1733 starb er unverheiratet auf der Festung. Er wurde am 26. Januar 1733 in der Kirche Königstein beigesetzt: „… ist in unserer Kirche beygesetzet worden den 26 Jan. mit Schul und Segen, unter Wachslichtern …“
Laut Legende wird ihm die Erbauung des Kyau-Hauses in Radebeul zugeschrieben.

## Zitate
Der derbe und satirische, aber zeitgenössische Humor Friedrich Wilhelm von Kyaws wird durch seine Aussprüche deutlich:

„Gern wird dein Pater dich der schweren Schuld entbinden, denn er vergibt zugleich mit deinen seine Sünden.“

## Sonstiges
- Zu verschiedenen Feierlichkeiten und Festen auf der Festung Königstein wird die Figur des Kommandanten Friedrich Wilhelm von Kyaw von dem Schauspieler Max von Gluchowe dargestellt.[4]